# Antónios Nikopolídis
Antónios Nikopolídis (en grec : Αντώνιος Νικοπολίδης), ou Antónis Nikopolídis (Αντώνης Νικοπολίδης), né le 14 janvier 1971 à Arta (Grèce), est un footballeur international grec devenu entraîneur.
Ses réflexes d'une grande vivacité lui ont servi pour réaliser des arrêts très difficiles comme lors de l’Euro 2004 où il n’a encaissé que quatre buts en six matchs et aucun lors des matches à élimination directe. Nikopolidis peut être considéré comme le héros de cette épopée grecque.
Nikopolidis a d'ailleurs été sélectionné comme gardien de l'équipe type de l'Euro 2004.

## Biographie

### Entraîneur
À la suite du limogeage de Leonardo Jardim le 19 janvier 2013, il est nommé entraîneur par intérim de l'Olympiakos.

## Palmarès
- Équipe de Grèce
  - Vainqueur du Championnat d'Europe de football 2004.

- Panathinaïkos
  - Champion de Grèce (3)  : 1995, 1996, 2004
  - Vainqueur de la Coupe de Grèce (1) : 2004

- Olympiakos Le Pirée
  - Champion de Grèce (5) : 2005, 2006, 2007, 2008 et 2009
  - Vainqueur de la Supercoupe de Grèce (1) : 2007
  - Vainqueur de la Coupe de Grèce (4) : 2005, 2006, 2008 et 2009